# Lewis Clareburt
Lewis Clareburt (Wellington, 4 luglio 1999) è un nuotatore neozelandese.

## Carriera
In carriera ha vinto la medaglia di bronzo nella gara dei 400m misti ai campionati mondiali di Gwangju 2019. Nel 2024, invece, sale sul gradino più alto del podio nella medesima specialità ai mondiali di Doha.

## Palmarès
- Mondiali

Gwangju 2019: bronzo nei 400m misti.
Doha 2024: oro nei 400m misti.
- Giochi del Commonwealth

Gold Coast 2018: bronzo nei 400m misti.
Birmingham 2022: oro nei 200m farfalla e nei 400m misti, bronzo nei 200m misti.